# Мста
Мста — река на северо-западе Европейской части России, в Тверской и Новгородской областях.
Длина — 445 км, с учётом Цны, впадающей в озеро Мстино, более 600 км. Площадь водосборного бассейна — 23 300 км². Среднегодовой расход воды — в 40 километрах от устья — 202 м³/с.
Расположенное в Бологовском районе Тверской области озеро Долгое — старица Мсты.
Самый большой населённый пункт на реке — город Боровичи.

## Этимология
Название реки Мста в летописи упоминалась в форме — др.-рус. Мъста, гидроним связывают с приб.-фин. musta — «чёрная». Существование первичной формы Муста подтверждается картой XVI века, в которой река обозначена как Musta.

## Населённые пункты
На Мсте расположено множество населённых пунктов. Наиболее крупные из них: город Боровичи и посёлок городского типа Любытино, а также Мста, Опеченский Посад, Ёгла, Топорок, Новоселицы, Бронница, Божонка и Усть-Волма.

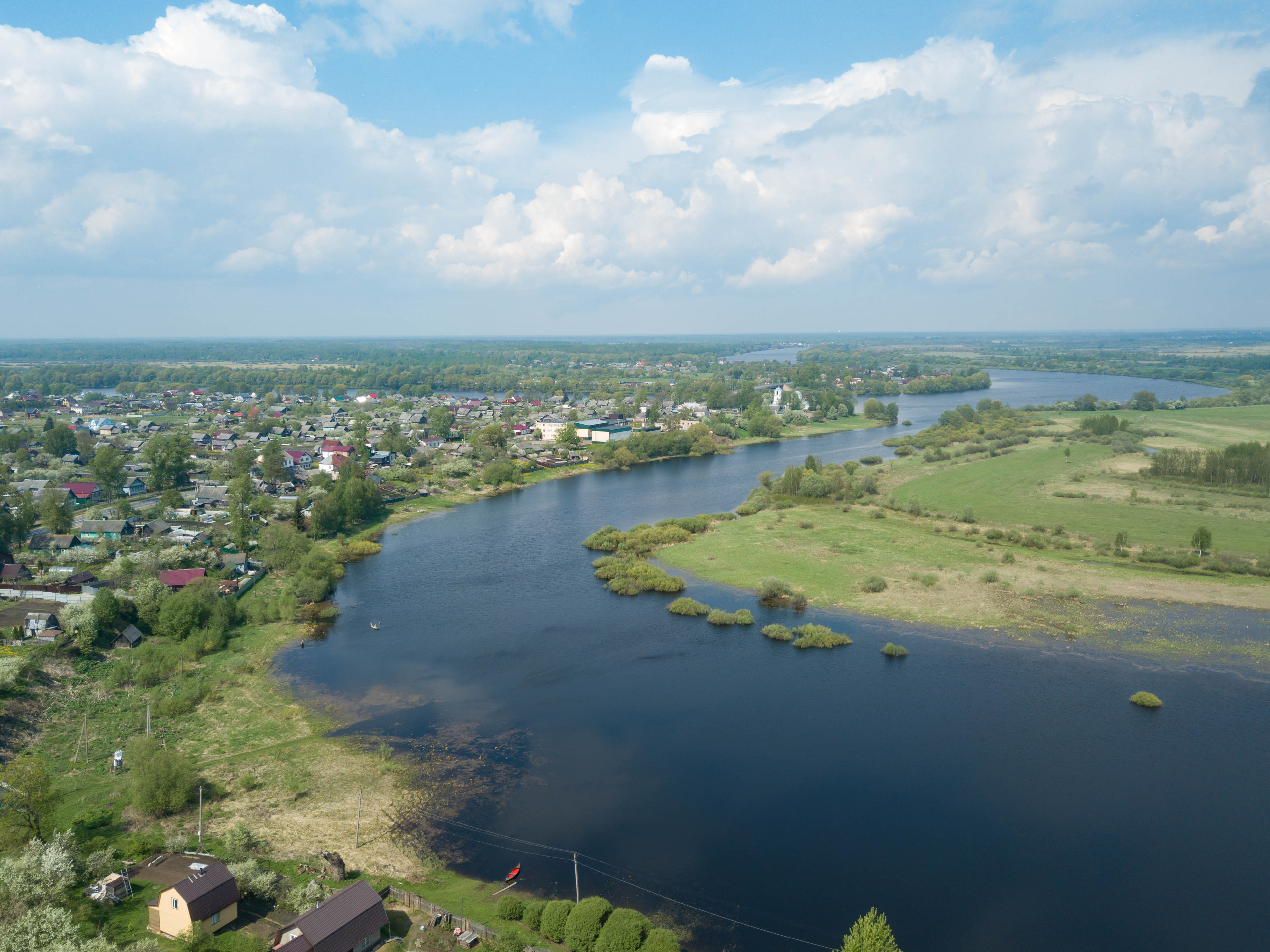
Вид на реку Мсту сверху в районе Бронницы

## Описание реки
Мста берёт начало из озера Мстино на высоте 154 м, вытекая из-под Мстинской плотины (к северу от Вышнего Волочка). Впадает в озеро Ильмень с северной стороны озера, недалеко от истока Волхова, образуя на Приильменской низменности обширную заболоченную дельту.
Крупные притоки: Березайка, Шегринка, Перетна, Льняная, Холова (левые); Уверь, Белая, Мда, Хуба (правые).
В верховьях Мста довольно извилистая река, ширина 40 — 50 метров, после впадения крупных притоков Березайки и Увери ширина увеличивается до 70 — 80 метров. В среднем течении, между Опеченским Посадом и Боровичами река течет в природоохранной зоне «Горная Мста», где преодолевает весьма серьёзные для средней полосы России Боровичские пороги, которые в старину представляли собой большую помеху для судов, а сейчас очень популярны у водных туристов. На тридцатикилометровом участке падение реки здесь составляет 70 метров, что составляет больше половины общего падения Мсты. Самые крупные пороги — Малый, Большой, Ровненский (Лестница), Ёгла, Углинский.
В нижнем течении река выходит на равнину и успокаивается. Ширина составляет около 100 метров, на протяжении последних 50 километров Мста ещё расширяется и становится судоходна. Весной судоходство возможно до с. Подгорное (160 км), после спада воды до Мстинского Моста (146 км). Ранее работала пассажирская линия Новгород — Мстинский Мост, обслуживаемая т/х типа «Заря». Километраж судоходной части Мсты принято отсчитывать от начала Сиверсова канала (от реки Волхов). Нижнее течение Мсты соединено с Волховом Сиверсовым каналом и с Вишерой — Вишерским каналом.
Писатель, поэт и гофмейстер императорского дома Константин Случевский писал про реку: «…река Мста одна из красивейших рек в России и представляет для художника чрезвычайно много разнообразных, живых мотивов».

## Исторические сведения

Река Мста и её старица в окрестности Бронницы на карте 1679 года

В прошлом река служила границей между Деревской (левый берег), Бежецкой (правый берег, верховья) и Обонежской (правый берег, низовья) пятинами Новгородской земли.
С древних времён Мста на всём своем протяжении была частью важного водного пути из Волги в озеро Ильмень и Великий Новгород, а позднее в Санкт-Петербург. Боровичские пороги преодолевались либо проводкой, либо с помощью обходного пути, позволявшего их избежать — из реки Мсты вверх по реке Уверь,затем озеро Коробожа, река Удина, цепочка озёр к северу от Боровичей и волок назад во Мсту (называвшийся Нижним волоком, в отличие от Верхнего волока из Тверцы в Цну возле Вышнего Волочка). Этот последний волок заканчивался возле села ниже Боровичей, которое ныне так и называется — Волок (исторически Волочёк Держков). В бассейне Мсты выявлены укреплённые поселения новгородских словен (летописные «грады»): Золотое Колено, Кобылья Голова, Малышево, Малые Полищи. В начале XVIII века Мста стала частью Вышневолоцкой водной системы.

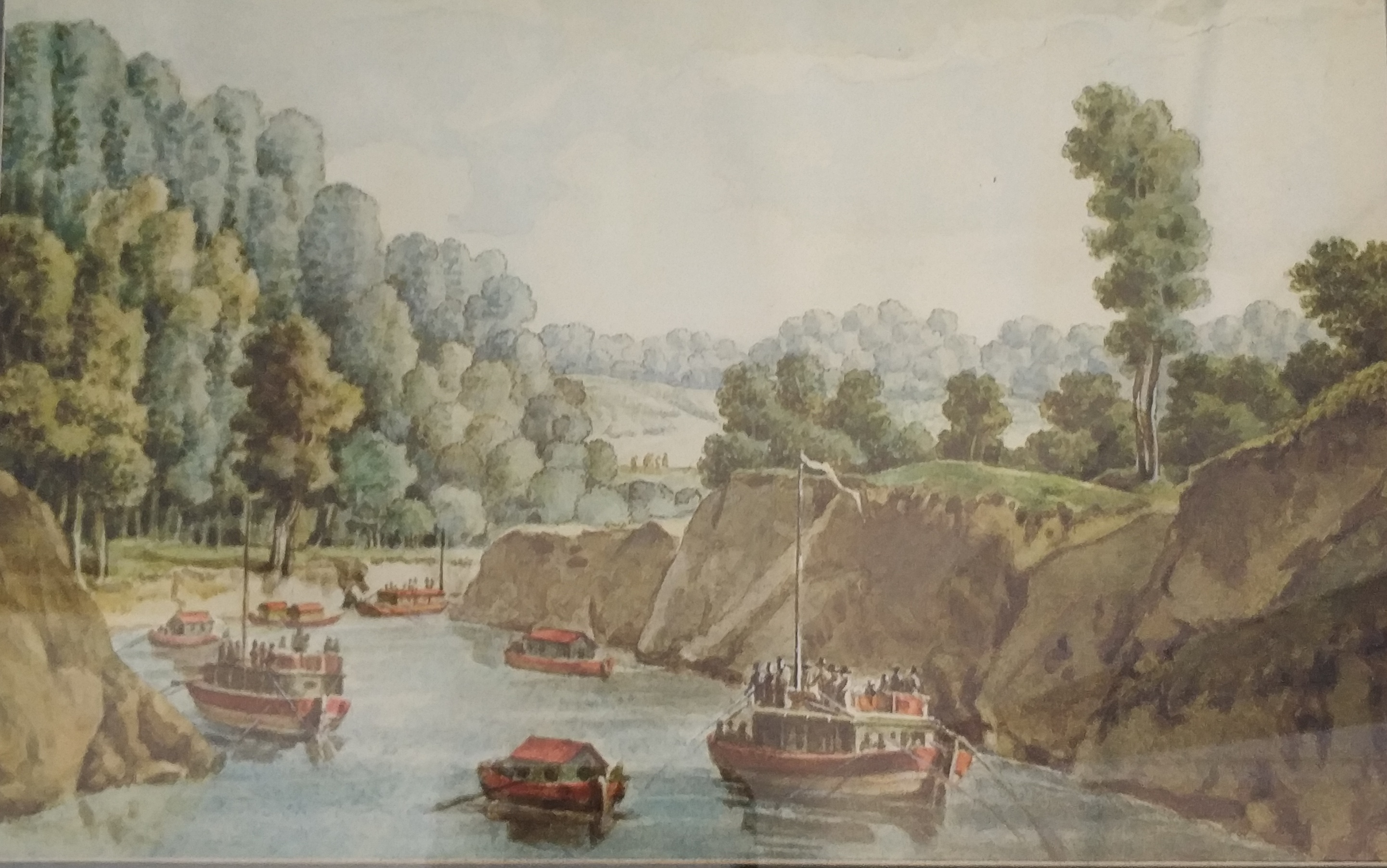
Михаил Матвеевич Иванов. Императорская флотилия на реке Мсте. Акварель.1785 год. Летом этого года Екатерина II совершила водное путешествие от Боровичей до Санкт-Петербурга, позже описав поездку «самой весёлой», которая «когда-либо бывала на свете»

В середине XIX века со дна Мсты и отчасти по берегам рек Крупы, Вельгии и Быстрицы добывался серный колчедан. На заводах из колчедана получали серную кислоту для местных бумажных фабрик, а также для химических заводов Москвы и Петербурга.

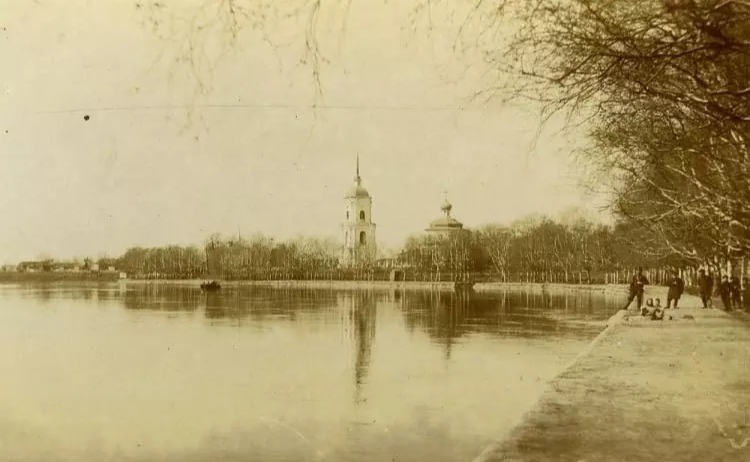
Опеченский посад. Каменная километровая пристань и церковь Успения в конце XIX века

В 1884 году на живописном берегу у истока Мсты был открыт Владимиро-Мариинский приют, ставший местом летней практики студентов Императорской Академии художеств. В последующем известен как «Академическая дача». Берега Мсты и озера Мстино были запечатлены в многочисленных картинах и этюдах русских художников конца XIX и XX века.

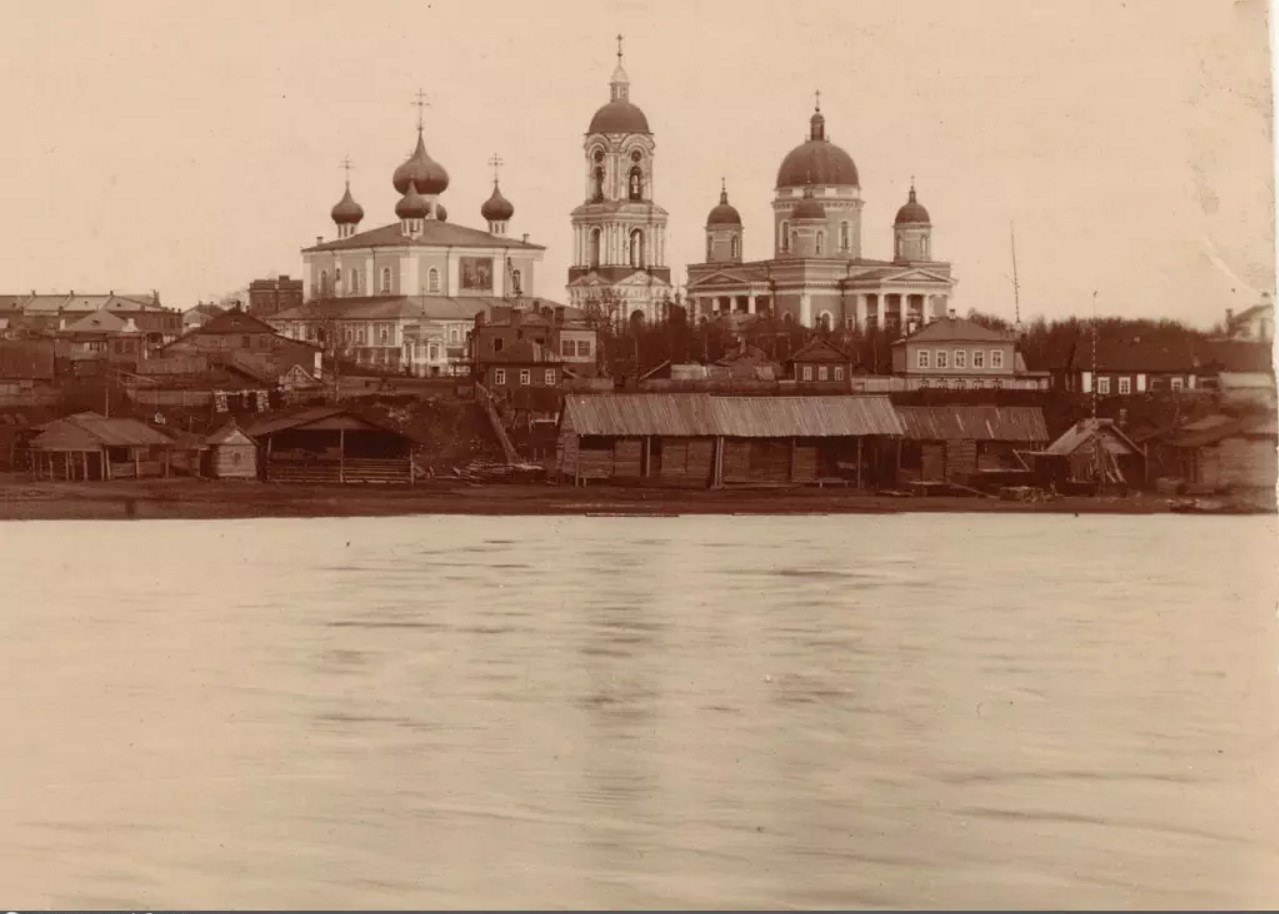
Река Мста в Боровичах (фотография начала XX века)

В 1943—1947 годах была осуществлена реконструкция Вышневолоцкой водной системы, после которой большая часть вод рек Цны и Шлины стала течь не в реку Мсту, как последние двести лет, а в реку Тверцу для улучшения водоснабжения Москвы (что дало возможность увеличить на 5 % водозабор столицы). Это привело к тому, что река Мста сильно обмелела.
В 1963—1964 годах на реке Мсте проходили ходовые испытания первого прототипа мелкосидящего быстроходного глиссирующего теплохода «Заря».

## Природоохранная зона «Горная Мста»
11 000 гектаров остепнённых лугов долины и известняковых холмистых берегов реки Мсты между Боровичами и Опеченским посадом входят в природный парк
«Горная Мста» — уникальный участок долины реки Мсты, перерезающий Карбоновый уступ, с множеством уникальных геологических и гидрологических объектов, богатой своеобразной флорой и местами обитания редких видов организмов.
Тут водятся редкие виды растений и животных (из них 3 вида занесены в Красную книгу Российской Федерации, более 20 видов охраняются на региональном уровне)
В границах природного парка «Горная Мста» находятся следующие особо охраняемые природные территории:
- Бобровские горы
- Водопад устья подземной речки Понеретки
- Дендрологический парк в с. Опеченский Посад Боровичского района
- Карстовая воронка и Ясеневая роща у деревни Марьинское
- Источник Святынька

## Памятники природы
В 6 км ниже Опеченского Посада (в 20 км выше Боровичей) во Мсту впадает подземная река Понеретка, которая образует одну из крупнейших пещерных систем в центральной части Русской платформы. В пещерной системе Понеретки есть подземные залы, лазы, озера и ямы с водой, ходы, сифоны, уступы и даже галереи длиной в десятки метров и высотой в рост человека. Пещера второй категории сложности доступна только в зимние морозы и в период летних засух.

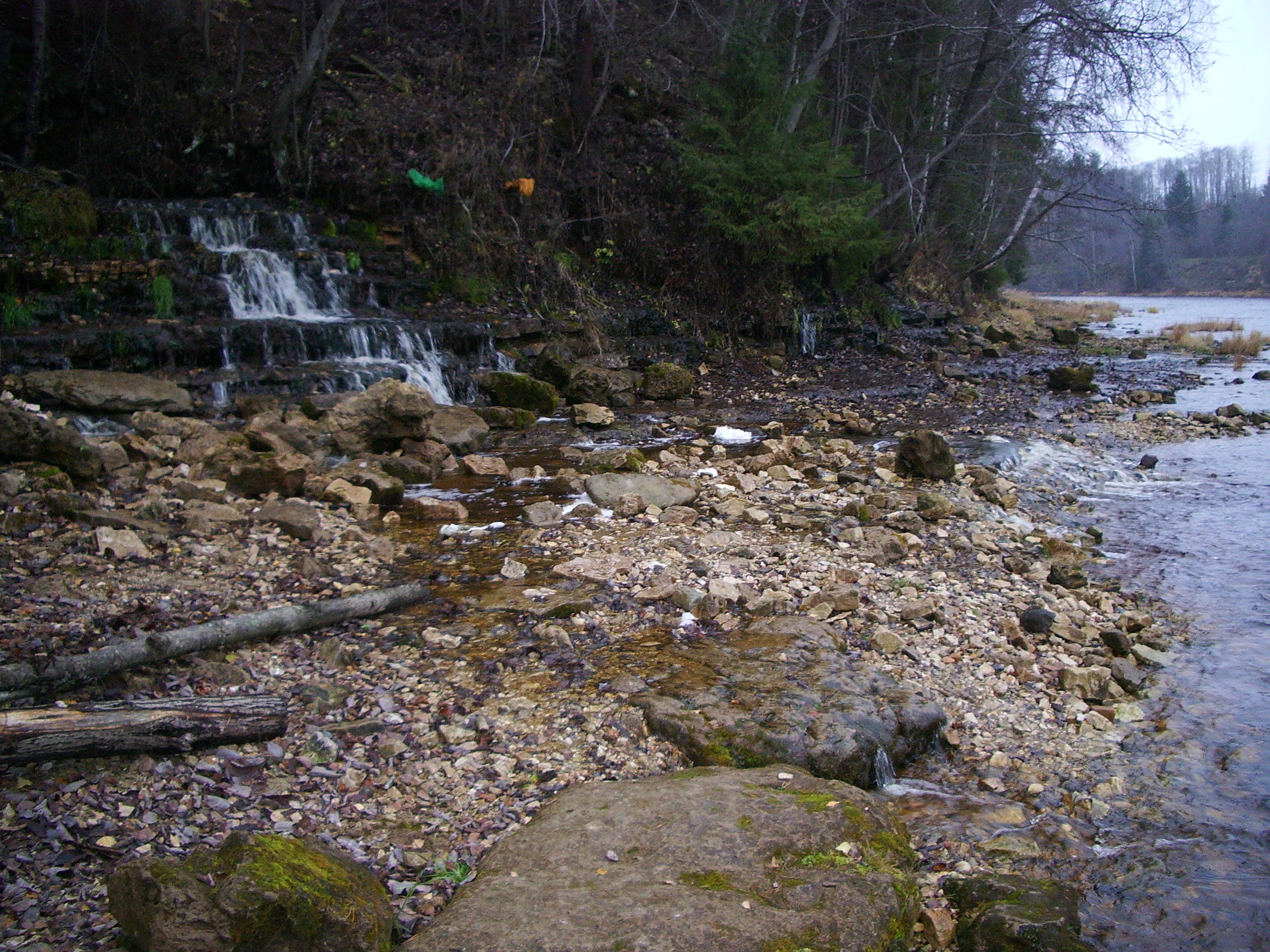
Место выхода на поверхность и впадения подземной реки Понеретки в Мсту

## Притоки
Самые большие притоки Мсты — Березайка (длина 150 км), Уверь (длина 90 км) и Холова (длина 126 км). Однако Мста вытекает из озера Мстино, в которое впадает Цна. Таким образом, основным притоком Мсты может считаться Цна.
(указано расстояние от устья)
- 18 км: река Мшашка (пр)
- 43 км: ручей Мельничный (пр)
- 53 км: ручей Скроботский (лв)
- 56 км: ручей Чуриловский (лв)
- 81 км: река Серегижка (лв)
- 83 км: река Хубка (пр)
- 92 км: река Холова (лв)
- 114 км: река Волма (лв)
- 147 км: ручей Паницкий (пр)
- 153 км: река Дубровка (Елемка) (лв)
- 163 км: ручей Малышевский (лв)
- 173 км: река Каширка (пр)
- 179 км: река Мда (Мдичка) (пр)
- 182 км: ручей Чёрный (лв)
- 186 км: река Каменка (лв)
- 214 км: река Отня (пр)
- 220 км: река Забитица (пр)
- 221 км: река Белая (пр)
- 228 км: река Охомля (пр)
- 230 км: река Городня (пр)
- 231 км: река Полона (лв)
- 240 км: река Низовка (лв)
- 261 км: река Льняная (лв)
- ручей Любытинский (пр)[10]
- 262 км: река Перетна (лв)
- 276 км: река Шегринка (Щегринка, Щегрина) (лв)
- 279 км: река Шилоката (пр)
- 280 км: река Выдрица (пр)
- 283 км: река Щука (пр)
- 300 км: река Сивельба (лв)
- 304 км: река Юринка (пр)
- 311 км: река Вельгия (пр)
- 321 км: река Круппа (лв)
- 343 км: река Жадинка (пр)
- 370 км: река Уверь (пр)
- 389 км: река Березайка (Верх. Березайка, Ниж. Березайка) (лв)
- 417 км: река Порфенка (лв)
- 419 км: река Манишка (пр)
- 421 км: река Млёвка (пр)
- 423 км: река Дубовка (Дубковка) (пр)
- 436 км: река Володня (Тубосская, Тубаска) (лв)

## Фотографии

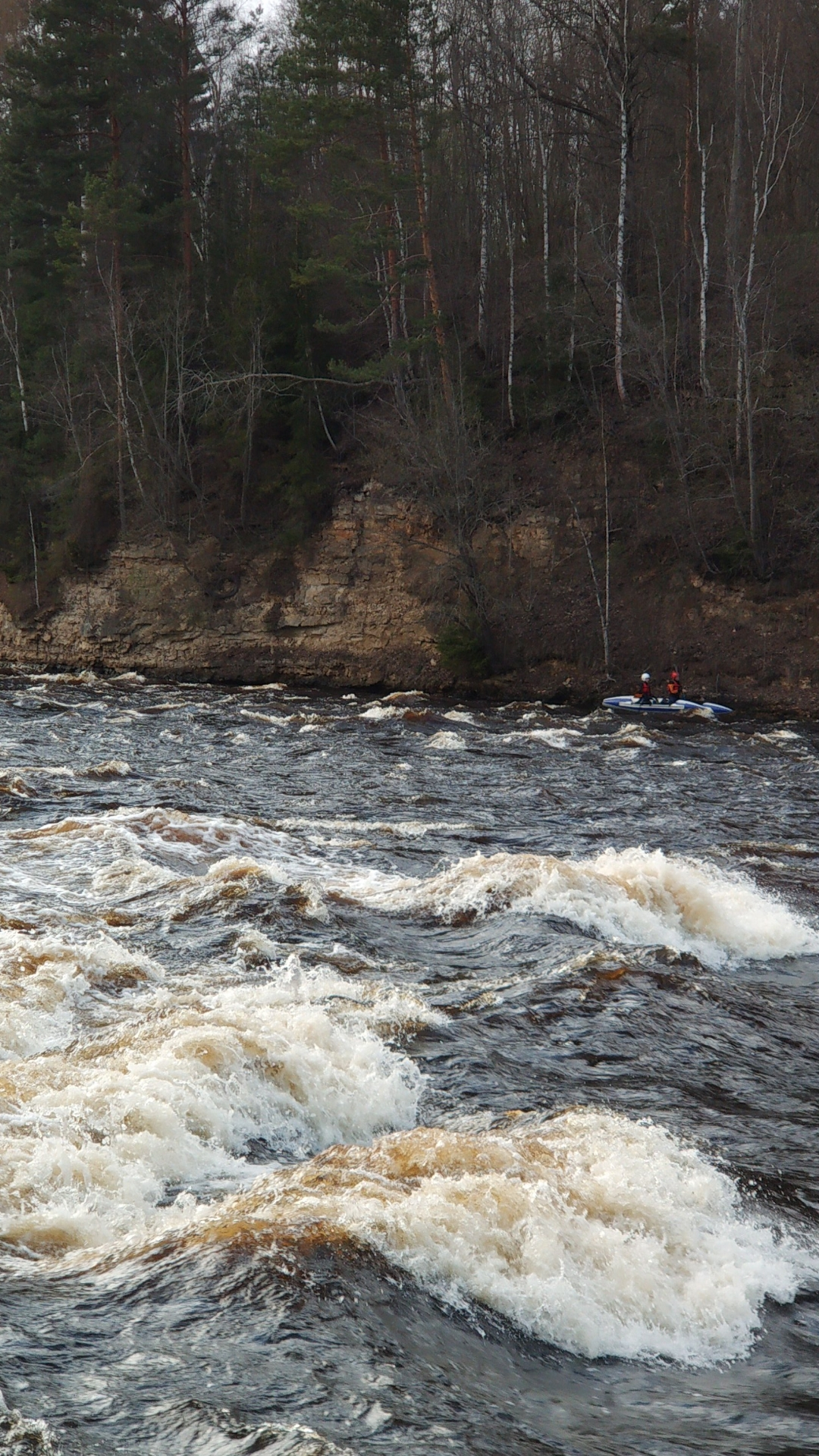
Дети-спортсмены-водники тренируются на одном из Боровицких порогов
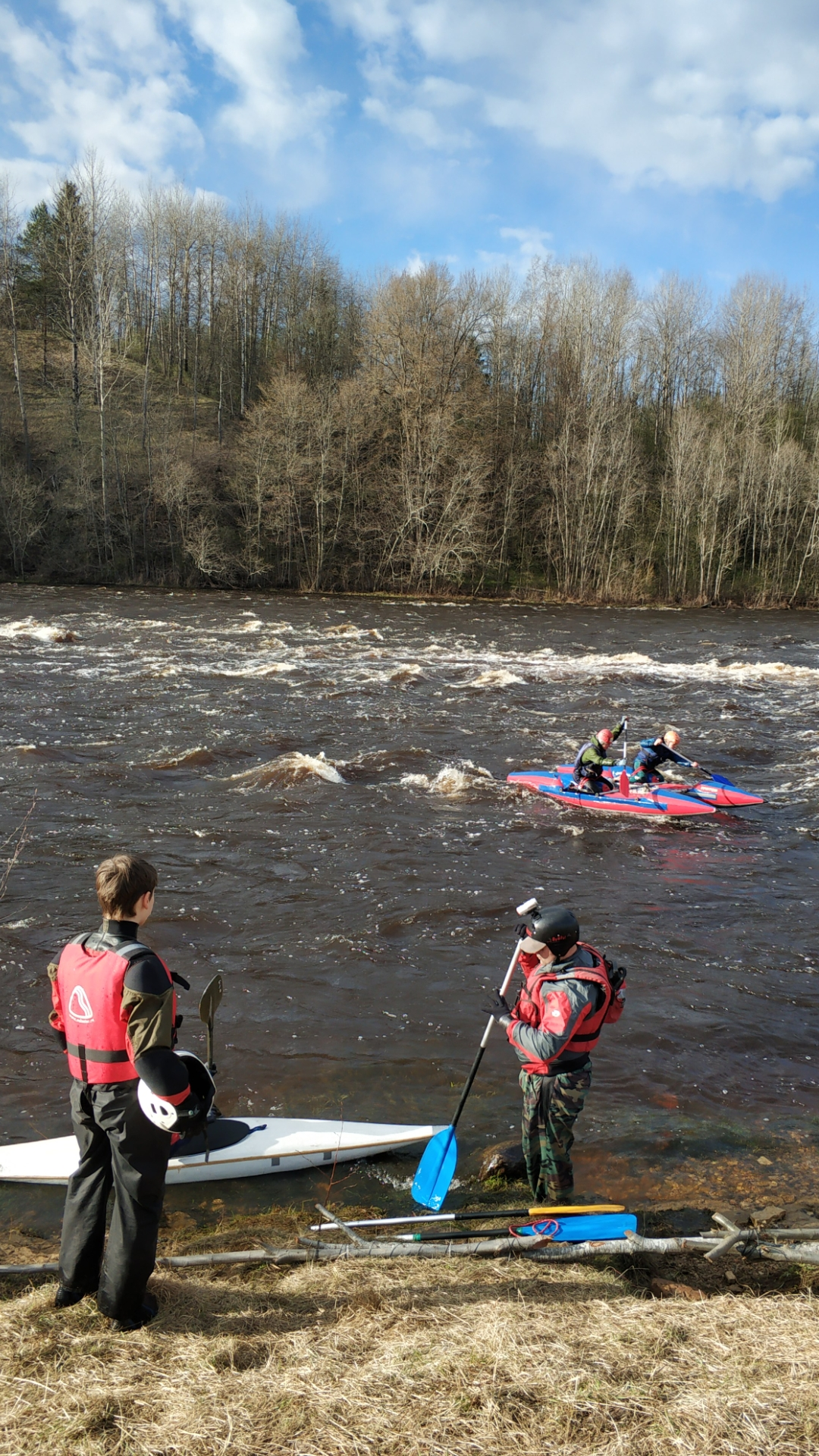
Детская команда готовится к спуску по Боровицким порогам
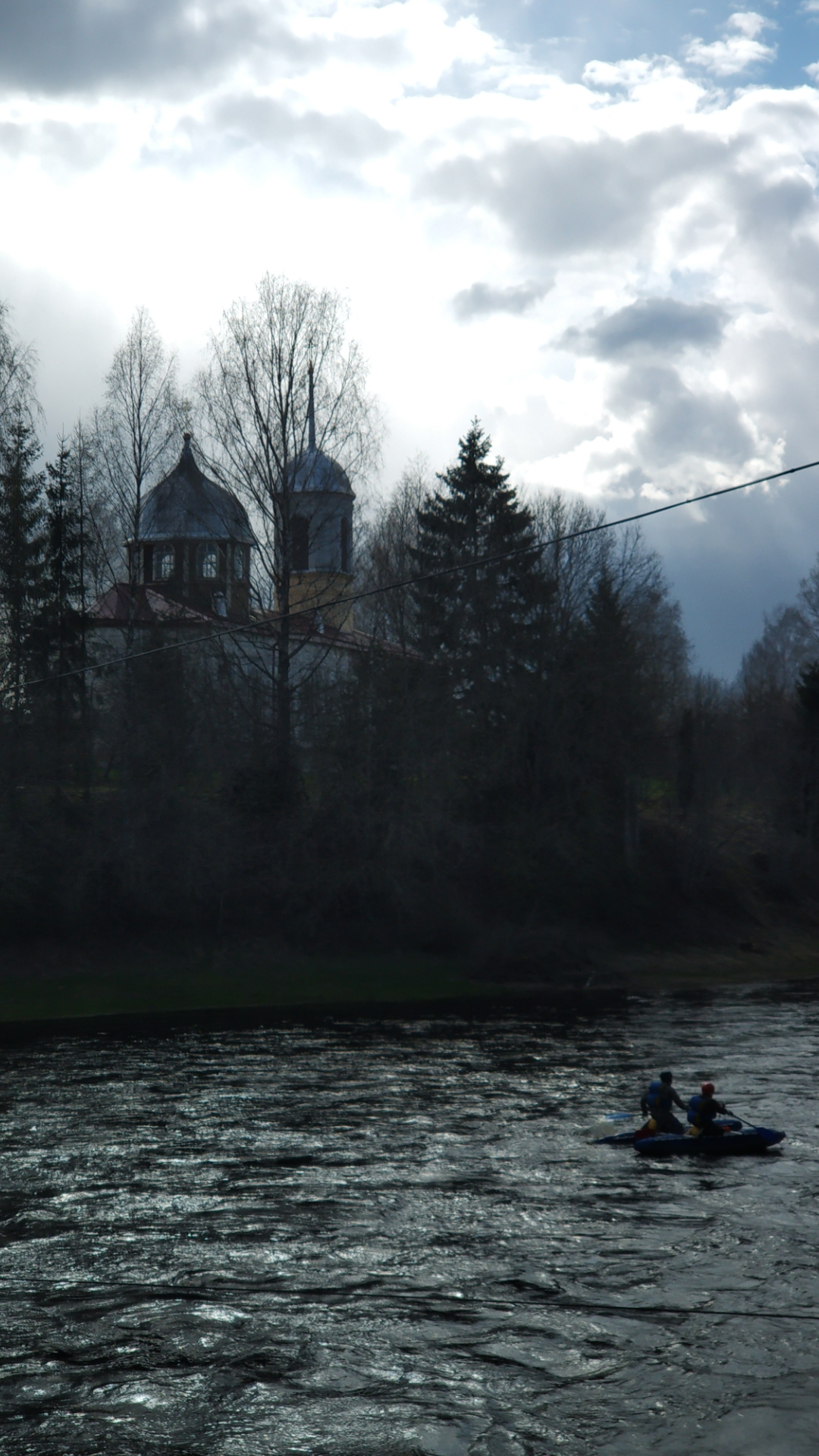
Вечером после прохождения последнего из Боровицких порогов